# SN 2003jm
SN 2003jm – supernowa typu Ia odkryta 22 października 2003 roku w galaktyce A022850-0909. W momencie odkrycia miała maksymalną jasność 22,90m.